# 2011 v hudbě
Tento článek obsahuje události související s hudbou, které proběhly v roce 2011.

## Vydaná alba

### Česká hudební alba

#### Leden
| Den | Album                   | Umělec                 | Poznámky                  |
| --- | ----------------------- | ---------------------- | ------------------------- |
| 13. | Moji známí              | Plum Jam               |                           |
| 17. | Kniha noci              | Půlnoc                 | 2CD                       |
| 17. | Crazy Story             | Totální nasazení       |                           |
| 20. | Nevinnost (soundtrack)  | Vladivojna La Chia     |                           |
| 20. | Earthlinked             | FDK                    | digitálně již v roce 2010 |
| 21. | Jeviště                 | Kryštof                | reedice s bonusy          |
| 26. | Živě                    | Vladimír Václavek      |                           |
| 28. | We Are Angry. So What?! | FiHa                   |                           |
| 28. | Penumbra                | Satisfucktion          |                           |
| 28. | Zlatá kolekce           | Moravanka Jana Slabáka | 3CD                       |
| 29. | Pozdní léto             | Nahoře Pes             |                           |
|     | OK                      | The Partisan           |                           |

#### Únor
| Den | Album                      | Umělec                          | Poznámky                |
| --- | -------------------------- | ------------------------------- | ----------------------- |
| 2.  | Soukromý odzemek           | Ciment                          |                         |
| 10. | Zákulisí                   | Vojtěch Jindra                  |                         |
| 11. | Tajná zahrada              | Jerusalem                       |                         |
| 11. | Za lásku pálím svíci       | Karel Gott                      | 2CD                     |
| 17. | The Little Things          | Dirty Airlines                  |                         |
| 18. | Outro                      | Petr Muk                        |                         |
| 18. | Jazzman Cimrman            | Salon Cimrman                   | reedice                 |
| 21. | Kat Mydlář                 | různí                           |                         |
| 22. | Útěk z reality             | SPS                             |                         |
| 25. | Čas 51:71:81               | Jiří Schelinger                 | 3CD                     |
| 25. | Mlýnské kolo v srdci mém   | Hana Hegerová                   | limitovaná edice CD+DVD |
|     | Víc nehledám…              | Pavel Bobek                     | reedice na LP           |
|     | Komplet 1985–2010          | Z jedné strany na druhou        |                         |
|     | Na každý den napsal’s smrt | Jaroslav Erik Frič a Josef Klíč |                         |
|     | Gurun Gurun                | Gurun Gurun                     |                         |
|     | Agartta                    | Tábor radosti                   |                         |

#### Březen
| Den | Album                          | Umělec                       | Poznámky                       |
| --- | ------------------------------ | ---------------------------- | ------------------------------ |
| 1.  | Out Of Knowhere                | Ascendancy                   |                                |
| 4.  | Tiché lásky                    | Kieslowski                   |                                |
| 15. | Zdálo sa ně, zdálo             | Koňaboj                      |                                |
| 15. | Písničky z Autopohádek         | Chinaski                     |                                |
| 16. | Libertin                       | Kofe-in                      |                                |
| 17. | Roadside Traveler              | Downbelow                    |                                |
| 18. | Drsnej kraj                    | Škwor                        | CD+DVD                         |
| 18. | Hard Rock Cafe Live            | Markéta Konvičková           | DVD                            |
| 18. | Duety Nabílo                   | Lucie Bílá                   | CD+DVD                         |
| 18. | Výběr '97–'07                  | Jan Spálený a ASPM           |                                |
| 18. | Nejhezčí dárek a další hity    | Jiří Zmožek                  | 2CD                            |
| 18. | Unisono (Best Of 2000–2010)    | Divokej Bill                 | CD+DVD                         |
| 21. | Oh My God!                     | Eddie Stoilow                |                                |
| 21. | Robbery Blues                  | Goodfellas                   |                                |
| 21. | Shining                        | Monika Bagárová              |                                |
| 23. | …máme vlka                     | Harlej                       |                                |
| 23. | Od A do Z                      | Argema                       | 7CD+DVD                        |
| 24. | To si piš…                     | Pavlína Jíšová a přátelé     |                                |
| 25. | Z garáže                       | Tři sestry                   |                                |
| 25. | Legální drogy / Ilegální kecy  | Hugo Toxxx                   | 2CD                            |
| 25. | Ritual                         | XIII. století                | 2CD                            |
| 25. | Hádej kdo tě má rád            | Vojta Kiďák Tomáško          |                                |
| 25. | Zlatá kolekce (1968–2010)      | Marie Rottrová               | 3CD                            |
| 25. | Život / Zlatá kolekce          | Václav Neckář                | 3CD                            |
| 28. | Ty lidi                        | Jaryn Janek                  |                                |
| 28. | Dlouhá zima                    | Komunisti                    |                                |
| 28. | Face Of The Bass               | Face Of The Bass             |                                |
| 28. | Československo Tour            | Daniel Landa                 | CD+DVD                         |
| 28. | Sto dvacet                     | Sto zvířat                   |                                |
| 29. | Bachtale Apsa                  | Mário Bihári & Bachtale Apsa |                                |
| 29. | Polyorama                      | Fanfán Tulipán               |                                |
| 29. | Dítkám                         | Zuby nehty                   | reedice + 4 pohádky jako bonus |
| 30. | Music Of The Mississippi River | Luboš Beňa a Matěj Ptaszek   |                                |
| 31. | Live At Open Air Festival      | 100°C                        | příbalové DVD                  |
|     | Obrazy                         | Jonatan                      |                                |
|     | Sakala                         | Sakala                       |                                |

#### Duben
| Den | Album                         | Umělec                       | Poznámky                              |
| --- | ----------------------------- | ---------------------------- | ------------------------------------- |
| 1.  | Hudba                         | Čokovoko                     | oficiální debut                       |
| 1.  | Cirkus Live!                  | UDG                          | DVD                                   |
| 4.  | V čajové konvici              | Květy                        |                                       |
| 4.  | Chvilka co se chytí           | Sylvie Krobová               |                                       |
| 6.  | Cosi                          | Marek Dusil Blend            |                                       |
| 7.  | To nejlepší                   | Lešek Semelka                |                                       |
| 7.  | Včera bude                    | Popcorn Drama                |                                       |
| 11. | Touch The Sun                 | Debbi                        |                                       |
| 14. | Aftertaste                    | Swordfishtrombones           |                                       |
| 14. | Bylinky                       | Hana a Petr Ulrychovi        |                                       |
| 14. | Club Silencio                 | První hoře                   |                                       |
| 15. | Chutnáš po cizím ovoci        | Luboš Pospíšil & 5P          |                                       |
| 15. | Plesová sezóna                | Aleš Háma                    |                                       |
| 18. | Kaleidoskop                   | Hladolet                     |                                       |
| 22. | Desperado                     | Gipsy.cz                     |                                       |
| 22. | Docela obyčejné písně         | Karel Černoch                |                                       |
| 22. | Flos Inter Spinas             | Tiburtina Ensemble           |                                       |
| 23. | Kolektivní vina               | Neřež                        |                                       |
| 25. | Království                    | Anička a Letadýlko & Jablkoň | běžné CD i limitovaná edice s knížkou |
| 25. | V katedrálách ticha           | DG 307                       |                                       |
| 26. | Budějky                       | Žalman & spol.               |                                       |
| 27. | 26 největších hříchů          | Chinaski                     | DVD                                   |
| 28. | Godula                        | Tomáš Kočko & Orchestr       |                                       |
| 28. | EP                            | Postižená oblast             |                                       |
| 29. | Já se přiznám                 | Dalibor Janda                |                                       |
| 29. | Já půjdu dál (Hity 1968–2010) | Helena Vondráčková           | DVD                                   |
| 29. | Platinum Collection           | Ondřej Soukup                | 3CD                                   |
|     | Moje první tango              | Terezie Palková              |                                       |
|     | Pětník 2011                   | Pětník                       |                                       |
|     | NeoSound                      | NeoSound                     |                                       |
|     | Všechny ty jednoduché věci    | Jan Matěj Rak                |                                       |

#### Květen
| Den | Album                           | Umělec                       | Poznámky                 |
| --- | ------------------------------- | ---------------------------- | ------------------------ |
| 1.  | Benny Cristo                    | Ben Cristovao                |                          |
| 2.  | Karmageddon                     | Sunshine                     |                          |
| 2.  | Rotující nebe                   | Olga Lounová                 |                          |
| 2.  | Delikatesy                      | Šanov 1                      |                          |
| 3.  | Menu                            | Kittchen                     |                          |
| 6.  | Nechtěné doteky                 | Krásné nové stroje           |                          |
| 6.  | Žalmy III.                      | Oboroh                       |                          |
| 6.  | Drum & Walk                     | Ivo Batoušek a Jumping Drums |                          |
| 7.  | Lidice (soundtrack)             | různí                        |                          |
| 13. | Acoustic/Time                   | Blue Effect                  | 2DVD                     |
| 13. | Night Walk with Me              | November 2nd                 |                          |
| 13. | Vzpoura kocourů                 | Jan Vodňanský                |                          |
| 13. | Je to jízda (Best Of 1990–2010) | Turbo                        |                          |
| 16. | Smysl malých činů               | Telefon                      | LP                       |
| 19. | Ponorná řeka                    | Vladimír Merta a Etc…        |                          |
| 19. | Roxy                            | Oceán                        |                          |
| 20. | 10.10.10/Live                   | Ecstasy of Saint Theresa     | DVD, Blu-ray             |
| 23. | Místečko                        | Čechomor                     | v limitované edici i DVD |
| 23. | Neslýchané!                     | Traband                      | CD + DVD                 |
| 24. | I'm Not Your Computer           | Cartonnage                   |                          |
| 27. | Guitar Concerto Collection      | Lubomír Brabec               |                          |
| 27. | Urbi And Orbi                   | Prince Of Tennis             |                          |
| 27. | Až tě náhodou potkám            | Jiří Grossmann               |                          |
| 30. | V peřině (soundtrack)           | různí                        |                          |
| 30. | Black Jack + History Live       | Arakain                      | 2CD, reedice dvou alb    |

#### Červen
| Den | Album                               | Umělec                       | Poznámky |
| --- | ----------------------------------- | ---------------------------- | -------- |
| 2.  | To nejlepší                         | F.O.K.                       |          |
| 3.  | Ležatá osmička                      | Tata Bojs                    |          |
| 3.  | No a co!                            | Jana Kratochvílová           | 2CD      |
| 8.  | Vohul to!                           | Plexis                       |          |
| 12. | Fetish Now!                         | Dekadent Fabrik              |          |
| 13. | Našim klientům                      | Wohnout                      |          |
| 17. | Topství                             | Ektor                        |          |
| 17. | Jožin z bažin a další největší hity | Ivan Mládek                  | DVD      |
| 17. | Odlesk tvůj                         | Oceán                        | singl    |
| 17. | Zátory                              | Zátory                       |          |
| 22. | Slunovrat                           | Bratři Karamazovi            |          |
| 23. | Na křižovatce rovně                 | Disabled                     |          |
| 27. | Marcipán z Toleda                   | Robert Křesťan & Druhá tráva |          |
| 27. | Prameny snů                         | Eva Emingerová               |          |
| 27. | Never Die Songs                     | Tleskač                      |          |
| 27. | Hoď si to                           | Doga                         |          |
| 27. | Another Chapter                     | Madfinger                    |          |
| 27. | Pozdě či na knap                    | Fireballs                    |          |
| 29. | Živá voda                           | Vilém Čok                    |          |
| 30. | Poco Dinero                         | Los Perdidos                 |          |
|     | Strojek z půdy                      | Noční optika                 |          |
|     | Didaktik Nation Legendary Rock      | B4                           |          |

#### Červenec
| Den | Album          | Umělec            | Poznámky |
| --- | -------------- | ----------------- | -------- |
| 25. | NaHraní        | Chocolate Jesus   |          |
| 25. | Oslava ohně    | Bratři Karamazovi | reedice  |
| 25. | V krajině únor | Bratři Karamazovi | reedice  |

#### Srpen
| Den | Album                   | Umělec                  | Poznámky             |
| --- | ----------------------- | ----------------------- | -------------------- |
| 1.  | One Two Three Four      | The Prostitutes         |                      |
| 11. | Lovu zdar               | Nuck Chorris Gang       |                      |
| 16. | Bůh v hotelu Balkán     | Pepa Nos                |                      |
| 16. | Což takhle dát si Tesař | DJ Fatte                |                      |
| 23. | Písničkář               | Vladimír Veit           |                      |
| 26. | Zítra se zvedne vítr    | Hana Zagorová           | 3CD                  |
| 26. | Školička s Dádou        | Dagmar Patrasová        |                      |
| 29. | O krásách Valašska      | Fleret                  |                      |
| 29. | Restart                 | Oldřich Veselý + E-band |                      |
| 29. | Neopak                  | Miloš Makovský          |                      |
| 29. | Kat Mydlář              | různí                   | 2CD, de luxe edition |
| 30. | Kalná                   | Ladě                    |                      |

#### Září
| Den | Album                             | Umělec                  | Poznámky                               |
| --- | --------------------------------- | ----------------------- | -------------------------------------- |
| 1.  | Dlouhohrající děcka               | J.A.R.                  |                                        |
| 2.  | Kafe, bar a nikotin               | Markéta Konvičková      |                                        |
| 2.  | V barvách                         | Prago Union             |                                        |
| 2.  | XXX (Best Of 1981–2011)           | OK Band                 |                                        |
| 13. | Faÿt                              | Čankišou                |                                        |
| 15. | Cukrárna                          | David Kraus             |                                        |
| 16. | Slightly Parted                   | Ocean Versus Daughter   |                                        |
| 19. | Signál                            | Jaksi taksi             |                                        |
| 19. | Pros'N'Cons                       | Outsiders               |                                        |
| 19. | EP 2011                           | post-hudba              |                                        |
| 20. | Říkadla a křikadla                | Karolína Kamberská      |                                        |
| 20. | Můj vzkaz doletí                  | Adam Katona             |                                        |
| 20. | In My Mind                        | Pretty Old Sound        |                                        |
| 22. | Shuttle To Bethlehem              | Druhá tráva             |                                        |
| 22. | Hodiny jdou pozpátku              | Jiří Suchý a Semafor    |                                        |
| 23. | V aréně                           | Tři sestry              | 3CD nebo 2DVD nebo box 5 disků         |
| 23. | Času je málo                      | Švihadlo                |                                        |
| 23. | Věčnost je naše moře              | Nevýpar Kovatjezd       |                                        |
| 23. | Koncerty 1989/1990                | Karel Kryl              | DVD                                    |
| 23. | Semafor – léta šedesátá           | Jiří Suchý a Jiří Šlitr | 11 CD                                  |
| 23. | Najdi místo pro radost            | Dáša Vokatá             |                                        |
| 26. | Racek                             | Tomáš Klus              |                                        |
| 26. | Homobot                           | Support Lesbiens        |                                        |
| 26. | Zorya                             | Floex                   | limitovaná vinylová edice 4. listopadu |
| 26. | Napořád                           | Gabriela Goldová        |                                        |
| 26. | Nejlepší hospodský rock všech dob | různí                   | 2CD                                    |
| 30. | Operace „Kindigo!“                | Midi lidi               |                                        |
| 30. | Sentiment                         | Karel Gott              |                                        |
| 30. | Právě tady … právě teď            | Petr Kotvald            |                                        |
| 30. | Stereo                            | Dara Rolins             |                                        |
| 30. | I'm the Only Me                   | Tonya Graves            |                                        |
| 30. | Alois Nebel (soundtrack)          | různí                   |                                        |
| 30. | 10 let bez Mejly                  | různí                   |                                        |

#### Říjen
| Den | Album                                       | Umělec                               | Poznámky                       |
| --- | ------------------------------------------- | ------------------------------------ | ------------------------------ |
| 1.  | Xpívánky                                    | Xindl X                              | 2CD                            |
| 6.  | Detaily                                     | Vypsaná fiXa                         |                                |
| 7.  | Čím to je?                                  | Argema                               |                                |
| 7.  | Malé kotě – Dáda zpívá texty Jiřího Suchého | Dáda Patrasová                       |                                |
| 10. | Live                                        | Nightwork                            | DVD                            |
| 11. | Anar                                        | Markéta Irglová                      |                                |
| 13. | Za hrany                                    | Jarret                               |                                |
| 14. | Pasiáns (Písně a dokumenty 1962–1994)       | Hana Hegerová                        | DVD                            |
| 14. | Maraton (1969–2008)                         | Josef Laufer                         | 2CD                            |
| 14. | Den otevřených dveří                        | Verona                               |                                |
| 15. | Kapitán 77                                  | The Fialky                           | LP+CD                          |
| 17. | Podobenství                                 | Pavel Z.                             |                                |
| 17. | Čas vítězství                               | Michal David                         |                                |
| 21. | Co mám, to dám                              | Marie Rottrová                       | 17CD + DVD                     |
| 21. | Dvě tváře Evy Urbanové                      | Eva Urbanová                         |                                |
| 21. | Salto Solo                                  | Felix Slováček                       |                                |
| 21. | Rarity české opery                          | různí                                |                                |
| 21. | Superalbum                                  | Těžkej Pokondr                       |                                |
| 22. | Divozemí                                    | Jakub Čermák a Circus Cermaque       |                                |
| 24. | Schody z nebe                               | Tereza Kerndlová                     |                                |
| 24. | Komedianti se vracejí domů                  | Vltava                               |                                |
| 24. | Čas nás naučí                               | Petr Kolář                           |                                |
| 24. | Alchymisti                                  | Jaroslav Uhlíř a Zdeněk Svěrák       |                                |
| 24. | Paleta života                               | Jakub Smolík                         |                                |
| 25. | United Flags                                | Republic Of Two                      | covery z alba Raising The Flag |
| 25. | Trojka                                      | Petr Bende                           |                                |
| 25. | Antologie moravské lidové hudby             | různí                                | 2CD: Horňácko a Dolňácko I     |
| 26. | Neseme vám tú novinu                        | Cimbálová muzika Stanislava Gabriela |                                |
| 27. | Místečko                                    | Čechomor                             | reedice                        |
| 28. | Koncert, který se nekonal                   | Vlasta Redl                          |                                |
| 28. | Duety naBílo 2                              | Lucie Bílá                           | CD nebo DVD                    |
| 28. | Vánoční zpívánky                            | Maxim Turbulenc                      |                                |
|     | Krajem šel anděl                            | Miroslav Kemel                       |                                |
|     | Ladygrass                                   | Od plotny skok                       |                                |

#### Listopad
| Den | Album                                          | Umělec                                          | Poznámky                                                          |
| --- | ---------------------------------------------- | ----------------------------------------------- | ----------------------------------------------------------------- |
| 1.  | Roztoky                                        | Schodiště                                       |                                                                   |
| 1.  | Play2Win                                       | Shockwave                                       |                                                                   |
| 2.  | Perfect Days Ltd.                              | Circus Ponorka                                  |                                                                   |
| 3.  | Sporcelain                                     | Pavel Šporcl                                    |                                                                   |
| 3.  | Souhvězdí jisker                               | Jan Nedvěd a František Nedvěd                   |                                                                   |
| 4.  | The End of War                                 | Republic of Two                                 |                                                                   |
| 4.  | Inconsistent Frames                            | Notes From Prague                               |                                                                   |
| 4.  | Rozchody – návraty                             | Zuzana Lapčíková                                |                                                                   |
| 7.  | Advent                                         | Hana a Petr Ulrychovi                           |                                                                   |
| 10. | Banditi di Praga Turné 2011                    | Kabát                                           | 2DVD                                                              |
| 10. | Gota                                           | Carnem                                          |                                                                   |
| 10. | Slet bubeníků 2010                             | různí                                           |                                                                   |
| 11. | 2 a 3/4                                        | Oceán                                           |                                                                   |
| 11. | Náměstí míru                                   | Bonus                                           |                                                                   |
| 11. | Youngblood                                     | Airfare                                         |                                                                   |
| 11. | Zásah                                          | David Deyl                                      |                                                                   |
| 11. | Dávný příběh                                   | Zuzana Navarová                                 |                                                                   |
| 11. | Nerez v Betlémě / Koncert v Orlové             | Nerez                                           | reedice alba Nerez v Betlémě + dosud nevydaný koncert z roku 1985 |
| 11. | Blues Alive & Well                             | Luboš Andršt                                    | DVD                                                               |
| 11. | Insane For You                                 | Depressive Disorder                             | DVD                                                               |
| 11. | Největší hity 1970–2010: Jednoho dne se vrátíš | Věra Špinarová                                  | 3CD                                                               |
| 11. | Písně nejen vánoční                            | Quanti minoris                                  |                                                                   |
| 11. | Krátké textové zprávy                          | SMS                                             |                                                                   |
| 11. | Koledy a písně vánoční                         | různí                                           |                                                                   |
| 14. | Banditi di Praga Turné 2011                    | Kabát                                           | 2CD                                                               |
| 14. | Triumf                                         | Defuckto                                        |                                                                   |
| 14. | Blues pro tebe                                 | Jiří Suchý                                      | 2CD                                                               |
| 15. | Letíme na Wenuši                               | Wanastowi Vjecy                                 |                                                                   |
| 16. | Na komoru                                      | Ponožky pana Semtamťuka                         |                                                                   |
| 17. | Bohémy                                         | Vladivojna La Chia                              |                                                                   |
| 17. | Colors Of Light                                | Dannie                                          |                                                                   |
| 18. | Foukneme do svící                              | Věra Martinová                                  |                                                                   |
| 21. | Ať se dobré děje                               | Szidi Tobias                                    |                                                                   |
| 23. | Hledání                                        | Zeměžluč                                        |                                                                   |
| 24. | Litato                                         | LUNO                                            |                                                                   |
| 25. | Moje krevní skupina                            | Mandrage                                        |                                                                   |
| 25. | Hogo Fogo                                      | Hana Zagorová a další                           |                                                                   |
| 25. | Adventus Domini                                | Schola Gregoriana Pragensis                     |                                                                   |
| 25. | Jardín Amurallado                              | Iván Gutiérrez a Madera                         |                                                                   |
| 28. | Tante Cose Da Veder                            | Michal Horáček a Petr Hapka a Ondřej Brzobohatý |                                                                   |
| 28. | Relativní čas                                  | Anna K                                          |                                                                   |
| 28. | Dvojí tvář                                     | Gabriela Gunčíková                              |                                                                   |
| 28. | To cítím                                       | Alžběta Kolečkářová                             |                                                                   |
| 28. | 18 Live                                        | Ewa Farna                                       | CD+DVD                                                            |
| 28. | Čechomor v Národním                            | Čechomor                                        | CD+DVD                                                            |
| 30. | Tempus Fugit                                   | Törr                                            |                                                                   |
|     | Wanted For Cooking                             | Fast Food Orchestra                             |                                                                   |
|     | Brouk v hlavě                                  | Hana Robinson                                   |                                                                   |

#### Prosinec
| Den | Album                                   | Umělec                             | Poznámky                                         |
| --- | --------------------------------------- | ---------------------------------- | ------------------------------------------------ |
| 1.  | Antologie moravské lidové hudby         | různí                              | 3. disk: Dolňácko II, Podluží a Hanácké Slovácko |
| 1.  | Dear Anna                               | High Five                          | EP                                               |
| 2.  | Spal bych, spal bych, žena mi nedá      | Musica Folklorica                  |                                                  |
| 6.  | Tak jako květ                           | Jaroslav Hutka                     |                                                  |
| 6.  | Popeláři jedou                          | Buchty a loutky                    |                                                  |
| 6.  | Polaskaki                               | Nedělní lidé                       |                                                  |
| 6.  | Včerejší vydání                         | Vladimír Merta a Jan Hrubý         | 2CD                                              |
| 7.  | Live!                                   | WWW                                | 2CD                                              |
| 7.  | Šafrán / Nahrávky 1968–1976             | různí (Šafrán)                     |                                                  |
| 8.  | Imaginarium naprosto běžných podivností | MC Gey & DJ Fatte                  |                                                  |
| 12. | Baromantika                             | Lenka Dusilová                     |                                                  |
| 12. | Struny ve větru                         | Vladimír Merta                     | 2CD                                              |
| 12. | Non Stop Opera                          | The Plastic People of the Universe |                                                  |
| 13. | Godula & Hodovnice                      | Tomáš Kočko & Orchestr             | limitovaná reedice dvou alb                      |
| 14. | Indies Scope 2011                       | různí                              |                                                  |
| 15. | Klukoviny                               | Hm…                                |                                                  |
| 15. | Antologie moravské lidové hudby         | různí                              | 4. disk: Valašsko, Lašsko, Zlínsko               |
| 17. | My Way                                  | Sámer Issa                         |                                                  |
| 21. | Dušičky                                 | Slávek Janoušek                    |                                                  |
| 24. | Zvláštní láska na nás zbyla             | post-hudba                         |                                                  |
| 30. | Antologie moravské lidové hudby         | různí                              | komplet 4CD                                      |
|     | Muž z kraje La Mancha                   | různí                              | muzikál Východočeského divadla Pardubice         |
|     | Benny Rock´n´Roll Star                  | různí                              | muzikál Východočeského divadla Pardubice         |
|     | Frčíme si na páru                       | Five O'clock Tea                   |                                                  |

### Zahraniční alba

#### Leden
- Frank Zappa's Classical Selection
- The Visitation – Magnum

#### Únor
- Beast – DevilDriver
- Charm School – Roxette
- Day of Reckoning – Destruction
- Delta – Visions of Atlantis
- The King of Limbs – Radiohead
- Ukon Wacka – Korpiklaani

#### Březen
- Doggumentary – Snoop Dogg
- Femme Fatale – Britney Spears
- Collapse into Now – R.E.M.
- Forevermore – Whitesnake
- Goodbye Lullaby – Avril Lavigne
- A Grounding in Numbers – Van der Graaf Generator
- Lasers – Lupe Fiasco
- Rolling Papers – Wiz Khalifa
- Screaming Bloody Murder – Sum 41

#### Duben
- Big Dogz – Nazareth
- Fishin' for Woos – Bowling for Soup
- Wasting Light – Foo Fighters
- Into the Wild – Uriah Heep
- Let Your Hair Down – Steve Miller Band
- My Brain Says Stop, But My Heart Says Go! – FM Static

#### Květen
- Born This Way – Lady Gaga
- Long Branch Park 1983 – Papa John Creach
- Hot Sauce Committee, Pt. 2 – Beastie Boys
- Quid Pro Quo – Status Quo
- This Is Gonna Hurt – Sixx:A.M.

#### Červen
- 2 – Black Country Communion
- 4 – Beyoncé
- Fly from Here – Yes
- Hell: The Sequel – Bad Meets Evil
- Get Your Heart On! – Simple Plan
- Sorry for Party Rocking – LMFAO
- Set the World on Fire – Black Veil Brides

#### Červenec
- Live at Quebec City – Metallica
- Kharnha (EP) – WelicoRuss

#### Srpen
- Watch the Throne – Jay-Z & Kanye West
- I'm with You – Red Hot Chili Peppers
- Tha Carter IV – Lil Wayne

#### Září
- Unfinished Business – Andy Bown
- Welcome 2 My Nightmare – Alice Cooper
- A Dramatic Turn of Events – Dream Theater
- Roots – Johnny Winter
- Kicking & Screaming – Sebastian Bach
- The Sea – Melanie C
- Cole World: The Sideline Story – J. Cole

#### Říjen
- Bad as Me – Tom Waits
- Lulu – Lou Reed & Metallica

#### Listopad
- Thirteen – Megadeth
- Talk That Talk – Rihanna
- One Direction – Up All Night

#### Prosinec
- Made in Germany 1995–2011 – Rammstein

## Domácí hity
- „Šrouby a matice“ – Mandrage
- „Hey Boy“ – Verona
- „Nina“ – Tomáš Klus
- „Půlnoční“ – Václav Neckář
- „Františkovy Lázně“ – Mandrage
- „La, la“ – Debbi
- „Pri oltári“ – Kristína
- „Střepy“ – Kryštof
- „Navzdory hříchům“ – Petr Kolář
- „Duše z gumy“ – Chinaski
- „Tak fájn“ – Popcorn Drama
- „Lež a nech si lhát“ – David Deyl
- „Přísahám“ – Tereza Kerndlová
- „Píseň o slzách“ – Anna K
- „Plamen“ – Michal Hrůza, Aneta Langerová
- „Jak silná mám tu stát“ – Alžběta
- „Rock It“ – Mista
- „Schody“ – Kabát
- „Ženušky“ – No Name, Lucie Bílá
- „Jesenná láska“ – Miro Žbirka
- „Naj“ – Miro Žbirka
- „Desperado“ – Gipsy.cz
- „Ty a já“ – Raego
- „Odlesk tvůj“ – Oceán
- „Nebe peklo ráj“ – Dara Rolins
- „Chci ti říct“ – Mig 21
- „Bombs“ – Support Lesbiens
- „Mimozemšťanka“ – Ben Cristovao
- „Digihrách“ – Kryštof, Xindl X
- „Jebe“ – Rytmus
- „Technotronic Flow“ – Rytmus

## Úmrtí
- 1. ledna
  - Albert Raisner, francouzský harmonikář (* 30. září 1922)
  - Charles Fambrough, americký jazzový hudebník a skladatel (* 25. srpna 1950)
  - Flemming Jørgensen, dánský zpěvák a baskytarista (* 7. února 1947)
- 4. ledna
  - Gerry Rafferty, britský písničkář (* 16. dubna 1947)
  - Mick Karn, britský hudebník, člen skupiny Japan (* 24. července 1958)
  - Grady Chapman, americký doo-wopový zpěvák, člen skupiny The Robins (* 1. října 1929)
- 5. ledna – Brian Rust, britský muzikolog a hudební kritik (* 19. března 1922)
- 10. ledna
  - Boško Petrović, chorvatský vibrafonista (* 18. února 1935)
  - Margaret Whiting, americká zpěvačka (* 22. července 1924)
- 14. ledna – Georgia Carroll, americká zpěvačka, modelka a herečka (* 18. listopadu 1919)
- 15. ledna – Harvey James, australský kytarista (* 20. září 1952)
- 16. ledna
  - Steve Prestwich, v Anglii narozený australský bubeník, člen skupiny Cold Chisel (* 5. března 1954)
  - Augusto Algueró, španělský skladatel (* 23. února 1934)
- 17. ledna
  - Didier Bernoussi, francouzský kytarista (* 18. října 1956)
  - Don Kirshner, americký manažer hudebníků (* 17. dubna 1934)
- 19. ledna – Antonín Kubálek, český klavírista (* 8. listopadu 1935)
- 22. ledna – Bobby Poe, americký rockabilly zpěvák a kytarista (* 13. dubna 1933)
- 23. ledna – Luboš Holý, český zpěvák (* 21. října 1930)
- 26. ledna – Gladys Horton, americká zpěvačka, členka skupiny The Marvelettes (* 30. května 1945)
- 28. ledna – Megan McNeil, kanadská zpěvačka (* 7. září 1990)
- 30. ledna – John Barry, americký skladatel a dirigent (* 3. listopadu 1933)
- 31. ledna
  - Doc Williams, americký country zpěvák a kytarista (* 26. června 1914)
  - Mark Ryan, britský kytarista (* 2. března 1959)
- 5. února – Pavel Vondruška, český skladatel a dirigent (* 15. listopadu 1925)
- 6. února – Gary Moore, irský kytarista a zpěvák (* 4. dubna 1952)
- 8. února – Marvin Sease, americký zpěvák (* 16. února 1946)
- 9. února – Joan Bonham, britská zpěvačka, členka skupiny The Zimmers, matka Johna Bonhama
- 12. února – Peter Alexander, rakouský zpěvák (* 30. června 1926)
- 21. února – Antonín Švorc, český operní pěvec (* 12. února 1934)
- 25. února – Rick Coonce, americký bubeník, člen skupiny The Grass Roots (* 1. srpna 1946)
- 26. února – Mark Tulin, americký baskytarista, člen skupiny The Electric Prunes (* 21. listopadu 1948)
- 28. února – Annie Girardotová, francouzská zpěvačka (* 25. října 1931)
- 8. března – Mike Starr, americký baskytarista (* 1966)
- 14. března – Big Jack Johnson, americký kytarista a zpěvák (* 1940)
- 15. března – Nathaniel „Nate Dogg“ Hale, americký zpěvák a rapper (* 1969)
- 17. března – Ferlin Husky, americký zpěvák (* 1925)
- 18. března – Jet Harris, britský baskytarista (* 1939)
- 21. března – Pinetop Perkins, americký klavírista (* 1913)
- 22. března – Zoogz Rift, americký kytarista (* 1953)
- 3. dubna – Calvin Russell, americký písničkář (* 1948)
- 4. dubna – Scott Columbus, americký bubeník (* 1956)
- 25. dubna – Poly Styrene, americká zpěvačka (* 1957)
- 9. května – Ivo Pešák, český klarinetista a zpěvák (* 1944)
- 19. května – Ladislav Simon, český skladatel, dramaturg, pedagog a klavírista (* 1929)
- 1. června – Max Wittmann, český hudební publicista, skladatel, producent a dirigent (* 1941)
- 16. června – Wild Man Fischer, americký zpěvák a skladatel (* 1944)
- 18. června – Clarence Clemons, americký saxofonista, zpěvák a skladatel (* 1942)
- 1. července – Bébé Manga, kamerunská zpěvačka ve věku 60 let.
- 6. července – Josef Suk mladší, český houslista (* 1929)
- 9. července – Michael „Würzel“ Burston, anglický hudebník, dřívější člen Motörhead (* 1949)
- 11. července – Rob Grill, americký baskytarista a člen The Grass Roots (* 1943)
- 23. července – Amy Winehouse, anglická zpěvačka (* 1983)
- 23. července – Johnny Hoes, nizozemský zpěvák (* 1917)
- 24. července – Dan Peek, americký hudebník, člen skupiny America (* 1950)
- 26. července – Joe Arroyo, kolumbijský zpěvák (* 1955)
- 27. července
  - Rei Harakami, japonský hudebník (* 1970)
  - David Kemish, rockový kytarista, člen Jonah and the 45s (52 let)
- 28. července – Bernd Clüver, německý zpěvák (* 1948)
- 29. července – Gene McDaniels, americký zpěvák a skladatel (* 1935)
- 31. července – Ljubiša Stojanović (Louis), srbský zpěvák (* 1952)
- 3. srpna – Andrew McDermott, anglický zpěvák (* 1966)
- 3. srpna – Jimmy Evans, americký rockabilly hudebník (* 1936)
- 4. srpna – Conrad Schnitzler, německý hudebník, člen Tangerine Dream (* 1937)
- 7. srpna
  - Marshall Grant, americký hudebník, spolupracovník Johnnyho Cashe (* 1928)
  - Joe Yamanaka, japonský zpěvák (* 1946)
  - Leo Mattioli, americký hudebník (* 1972)
  - Jiří Traxler, český hudebník (* 1912)
- 8. srpna – Billy Grammer, americký countryový zpěvák (* 1925)
- 13. srpna – Topi Sorsakoski, finský zpěvák (* 1952)
- 16. srpna – Akiko Futaba, japonská zpěvačka (* 1915)
- 21. září – John Du Cann, dřívější člen Atomic Rooster
- 8. listopadu – Dwight „Heavy D“ Myers, americký rapper a zpěvák (* 1967)
- 19. prosince – Tony Duran, americký kytarista a zpěvák (* 14. října 1945)
- 25. prosince – Jim Sherwood, americký saxofonista, člen The Mothers of Invention (* 1942)

## Založené skupiny
- Queen + Adam Lambert